# 艾戈奈
艾戈奈（法語：Aigonnay，法語發音：[ɛɡɔnɛ]）是法国德塞夫勒省的一个旧市镇，属于尼奥尔区。2019年，艾戈奈与临近的2个市镇合并为新市镇艾贡迪涅。

## 地理
艾戈奈（46°19'47"N, 0°15'30"W）面积14.05 平方千米，位于法国新阿基坦大区德塞夫勒省，该省份为法国西部内陆省份，北起曼恩-卢瓦尔省，西接旺代省，南至夏朗德省和滨海夏朗德省，东临维埃纳省。
与艾戈奈接壤的市镇（或旧市镇、城区）包括：穆贡、普拉耶、罗芒、托里涅。

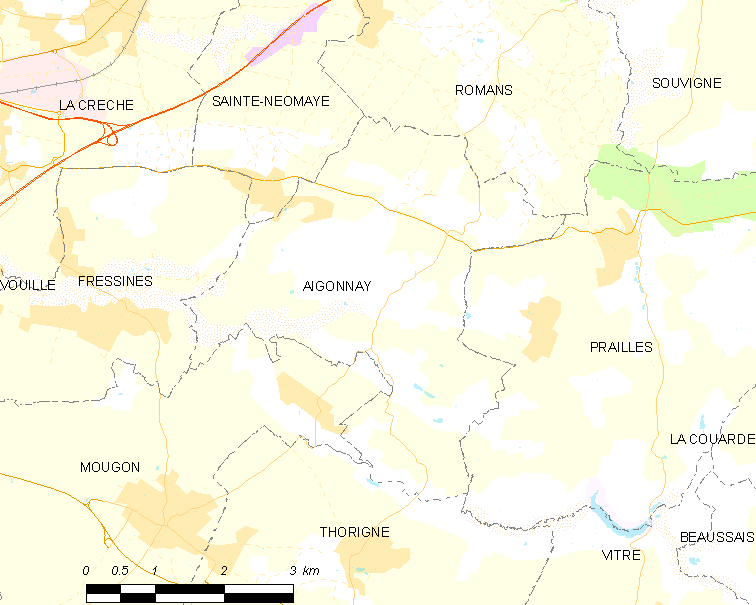
艾戈奈的OSM定位图

艾戈奈的时区为UTC+01:00、UTC+02:00（夏令时）。

## 行政
艾戈奈的邮政编码为79370，INSEE市镇编码为79004。

## 政治
艾戈奈所属的省级选区为贝勒河畔塞勒县。

## 人口

1962-2008年间艾戈奈人口变化图示

艾戈奈于2018年1月1日时的人口数量为634人。